# ارفکشاد
ارفکشاد یا ارفخشذ یا فارک (عبری:אַרְפַּכְשָׁד به معنی رهاکننده) یکی از پنج پسر سام و نواده نوح است. ارفکشاد دو سال پس از طوفان نوح ولادت یافت. برادرانش عیلام، آشور، لود و آرام بودند. پسر نخست ارفکشاد شالح یا صالح و دومین پسر او قینان و پسر دیگر او مکران نام داشت. در کتاب یوبیل، از ارفکشاد به عنوان نیای بزرگ اقوام اور و کشان نام برده شده است. ارفکشاد قلعه اور کلدانیان را در کرانه جنوبی فرات بنا نهاد. ارفکشاد چهارصد و سی و هشت سال زندگی کرد. نام او در نسب‌نامه ابراهیم خلیل، داوود، نسب‌نامه عیسی و نسب‌نامه محمد ذکر شده است. شهر ارفکشاد در میانرودان سال‌ها محل زندگی ایزدیان، مسلمانان و یهودیان بوده است. شهر ارفکشاد هم‌اکنون در کشور عراق واقع است.